# Letnia Uniwersjada 2003
22. Letnia Uniwersjada – międzynarodowe zawody sportowców - studentów, które odbyły się w południowokoreańskim mieście Daegu. Impreza została zorganizowana między 21, a 31 sierpnia 2003 roku. W uniwersjadzie wzięło udział 4179 zawodników ze 174 krajów. Zawodnicy rywalizowali w 13 dyscyplinach. Główną areną zawodów był Daegu World Cup Stadium. Otwarcia imprezy dokonał ówczesny prezydent Korei Południowej Roh Moo-hyun.

## Sporty
| - Gimnastyka - Judo - Koszykówka - Lekkoatletyka | - Piłka nożna - Piłka wodna - Pływanie - Siatkówka | - Szermierka - Tenis |
| - Łucznictwo                                     | - Taekwondo                                        |                      |

## Polskie medale
Reprezentanci Polski zdobyli w sumie 10 medali. Wynik ten dał polskiej drużynie 10. miejsce w klasyfikacji medalowej.

### Złoto
- Emilian Kaszczyk – lekkoatletyka, skok wzwyż - 2,26
- Igor Janik – lekkoatletyka, rzut oszczepem - 76,83
- Barbara Madejczyk – lekkoatletyka, rzut oszczepem - 56,23

### Srebro
- Andrzej Krawczyk – lekkoatletyka, rzut dyskiem - 60,70
- Anna Zagórska – lekkoatletyka, bieg na 800 m - 2:00,11
- Marta Chrust, Ewelina Sętowska, Joanna Buza, Anna Zagórska – lekkoatletyka, sztafeta 4 x 400 m - 3:38,17
- Anna Ksok – lekkoatletyka, skok wzwyż - 1,94

### Brąz
- Rafał Wieruszewski – lekkoatletyka, bieg na 400 m - 46,53
- Agnieszka Pogroszewska – lekkoatletyka, rzut młotem - 64,27
- Joanna Skowrońska – gimnastyka sportowa, skok - 9112 pkt.

## Tabela medalowa
| Rk  | Kraj              | Złoto | Srebro | Brąz | Razem |
| 1.  | Chiny             | 41    | 27     | 13   | 81    |
| 2.  | Rosja             | 26    | 22     | 34   | 82    |
| 3.  | Korea Południowa  | 26    | 11     | 15   | 52    |
| 4.  | Ukraina           | 23    | 15     | 17   | 55    |
| 5.  | Japonia           | 13    | 11     | 20   | 44    |
| 6.  | Francja           | 8     | 8      | 4    | 20    |
| 7.  | Wielka Brytania   | 8     | 3      | 6    | 17    |
| 8.  | Stany Zjednoczone | 5     | 13     | 18   | 36    |
| 9.  | Korea Północna    | 3     | 7      | 3    | 13    |
| 10. | Polska            | 3     | 4      | 3    | 10    |